# Даніеле Гароццо
Даніеле Гароццо (італ. Daniele Garozzo; нар. 8 квітня 1992 року, Ачиреале, Італія) — італійський фехтувальник на рапірах, олімпійський чемпіон 2016 року, срібний призер Олімпійських ігор 2020 року в індивідуальній рапірі, триразовий чемпіон світу в командній першості, дворазовий чемпіон Європи.

## Кар'єра
На Олімпійських іграх 2016 року Гароццо став олімпійським чемпіоном в індивідуальному турнірі рапіристів. До змагання спортсмен не підходив як фаворит, будучи 11-м у світовому рейтингу. Спортсмен послідовно перемагав Тарека Аяда, Алаельдіна Абулькассема, Гільєрме Тольдо та Тимура Сафіна. У фіналі Гароццо переміг лідера світового рейтингу американця Александра Массіаліса. У командному турнірі збірна Італії була головним фаворитом та була посіяна під першим номером. Однак у півфіналі вони програли збірній Франції, а у поєдинку за третє місце збірній США.
12 червня 2017 року спортсмен вперше у своїй кар'єрі став чемпіоном Європи, перемігши у фіналі росіянина Тимура Сафіна з рахунком 15:12. Окрім цього також виграв бронзову медаль зі збірною Італії.
На чемпіонаті світу 2017 року завоював свою першу медаль в індивідуальній першості на чемпіонатах світу, ставши третім. Разом з командою спортсмен захистив титул чемпіона світу, перемігши у фіналі команду США.

## Виступи на Олімпіадах
| Олімпіада           | Дисципліна           | Місце |
| ------------------- | -------------------- | ----- |
| Ріо-де-Жанейро 2016 | індивідуальна рапіра | 1     |
| Ріо-де-Жанейро 2016 | командна рапіра      | 4     |
| Токіо 2020          | індивідуальна рапіра | 2     |
| Токіо 2020          | командна рапіра      | 5     |